# Paracrangonyx winterbourni
Paracrangonyx winterbourni är en kräftdjursart som beskrevs av Fenwick 200. Paracrangonyx winterbourni ingår i släktet Paracrangonyx och familjen Paracrangonyctidae. Inga underarter finns listade i Catalogue of Life.